# Decapterus
Decapterus è un genere di pesci ossei marini appartenente alla famiglia Carangidae. Per tutte le specie del genere è in uso il nome italiano sugarotto.

## Distribuzione e habitat
Il genere è cosmopolita nei mari tropicali ma particolarmente diffusa nell'Indo-Pacifico. Nel mar Mediterraneo sono presenti tre specie: Decapterus macarellus e D. russelli, lessepsiane e D. punctatus. Solo D. russelli è relativamente comune in un'area del Mediterraneo orientale, le altre sono rare o rarissime.

## Descrizione
Sono molto simili ai membri del genere Trachurus. Sono pesci di taglia media, non superiore a 50 cm.

## Pesca
Alcune specie hanno una certa importanza per la pesca commerciale.

## Specie
Al genere appartengono 10 specie(EN) Decapterus, lenco specie, su fishbase.se.:
- Decapterus akaadsi
- Decapterus koheru
- Decapterus kurroides
- Decapterus macarellus
- Decapterus macrosoma
- Decapterus maruadsi
- Decapterus muroadsi
- Decapterus punctatus
- Decapterus russelli
- Decapterus tabl[2]